# لروی سانه
لروی سانه (تلفظ آلمانی: [ˈli:ʁɔʏ zaˈne:]؛ زادهٔ ۱۱ ژانویهٔ ۱۹۹۶) بازیکن فوتبال اهل آلمان است که در پست وینگر برای باشگاه فوتبال بایرن مونیخ و تیم ملی فوتبال آلمان بازی می‌کند.

## عرصهٔ نوجوانی و جوانی
لروی سانه در ۵ سالگی به باشگاه غیررسمی واتنشید رفت و ۴ سال به صورت غیر حرفه‌ای بازی کرد تا به سن ۹ سالگی برسد و به باشگاه شالکه برود. از میان ده‌ها بازیکنی که آکادمی شالکه می‌گیرد سانه توانست به ترکیب اصلی تیم جوانان شالکه برود. او بعد از ۳ سال بازی نسبتاً کم فروغ در شالکه به در ۱۲ سالگی به آکادمی بایر لورکوزن رفت و ۳ سال در آنجا درخشید و در مسابقات اروپایی تیم خوب عمل کرد تا آکادمی شالکه را مجاب کرد تا او را مجدداً به خدمت بگیرند او در ۱۵ سالگی وارد تیم زیر ۱۷ سال شالکه شد و سپس به تیم زیر ۱۹ سال این تیم راه یافت. سانه از سرعت بسیار بالایی برخوردار بود و با حرکات سریع پا می‌توانست به تیم کمک کند، او به خاطر این قابلیت منحصر به فردش مورد توجه قرار گرفت.

## ورود به عرصهٔ حرفه‌ای

### شالکه
او در ۱۸ سالگی به تیم اصلی شالکه راه پیدا کرد و در آنجا ۲ سال بازی کرد که در این دو سال او همزمان در تیم زیر ۱۹ سال نیز بازی می‌کرد تا پیشرفت کند و توانست در آن دوران بوندس‌لیگای زیر ۱۹ سال را فتح کند. این افتخار چشم خیلی از باشگاه‌های بزرگ جهان را به سمت او خیره کرد. از جمله باشگاه منچستر سیتی.

### منچستر سیتی
منچستر سیتی که علاقهٔ زیادی به جذب سانه نشان‌داده‌بود در نهایت در سال ۲۰۱۶ با مبلغ ۵۲ میلیون یورو به این تیم پیوست. سانه دو سال در منچستر سیتی بازی کرد تا در سال ۲۰۱۸ به اولین جام حرفه‌ای خود یعنی لیگ برتر انگلیس دست پیدا کرد. همان‌جا بود که یوپ هاینکس سرمربی بایرن مونیخ علاقه خود را به جذب این بازیکن که نامزد دریافت جایزه پسر طلایی هم شده بود نشان داد. اما پپ گواردیولا مربی منچستر سیتی نپذیرفت. لروی سانه ۴ سال دیگر قرارداد داشت و حالا حالاها می‌توانست در منچستر بازی کند. طولی نکشید که سانه به همراه منچستر سیتی در سال ۲۰۱۹ برنده چهارگانه انگلیس شد. و همچنان پرونده انتقال سانه به بایرن مونیخ با سرمربی جدید آنها یعنی نیکو کواچ ادامه داشت. و تمام اختلافشان بر سر مبلغ قرارداد بود یک سال دیگر هم گذشت و سانه دچار مصدومیتی شد که از کل فصل جا ماند و بازی نکرد. در مجموع سانه سه‌فصل بسیار موفق را در منچستر سیتی سپری کرد و در ۱۳۵ بازی ۳۹ گل برای این باشگاه به ثمر رساند. وی همراه با سیتیزن‌ها ۷ جام تیمی و ۲ جایزه فردی را به دست آورد.

### بایرن مونیخ
در پایان فصل ۲۰۱۹/۲۰ که منچستر سیتی تنها توانست جام اتحادیه را ببرد، مذاکرات هانسی فلیک سومین سرمربی بایرن از سال ۲۰۱۸ با گواردیولا بر سر انتقال سانه جدی شد. و در نهایت چون تنها یک سال از قرارداد سانه باقی مانده بود گواردیولا به فروش او راضی شد و در نهایت او با مبلغ ۴۵ میلیون یورو به بایرن مونیخ پیوست که چند روز بعد بایرن مونیخ برندهٔ سه‌گانهٔ اروپا شد اگرچه سانه در این پیروزی نقشی نداشت.
او در بایرن مونیخ شماره ۱۰ را به تن کرد که مدت‌ها تن آرین روبن وینگر سابق این تیم بود. او توانست به همراه این تیم برنده سوپرکاپ یوفا شود.

## تیم ملی

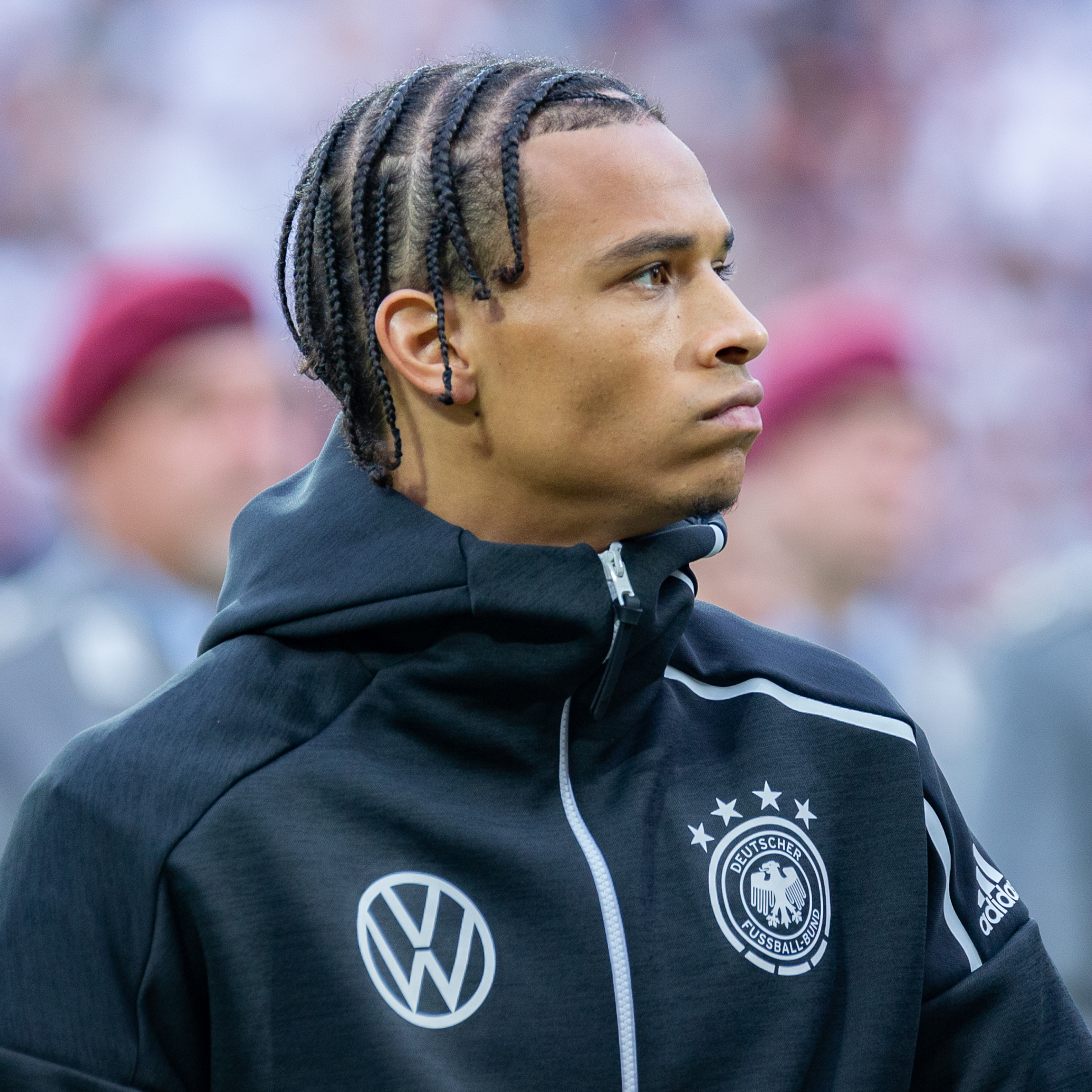
لروی زانه در دیدار مقدماتی یورو ۲۰۲۰ یوفا، آلمان-استونی.

لروی سانه در تیم ملی زیر ۱۹ سال آلمان بازی می‌کرد و خیلی زود به اسم‌ورسمی در عرصهٔ ملی رسید در سال ۲۰۱۵ به تیم ملی بزرگسالان آلمان دعوت شد ولی در تورنومنت مهمی شرکت نکرد. او در جام جهانی ۲۰۱۸ روسیه در کمال نا باوری هواداران به تیم ملی دعوت نشد، و یواخیم لوو سرمربی تیم ملی آلمان در این باره گفته بود: 《سانه فقط می‌خواهد فوتبال بازی کند ولی ما تاکتیک برایمان مهم است》 که البته تیم ملی آلمان در آن سال عملکرد خوبی را نشان نداد و با رتبه چهارم از مرحله گروهی جام جهانی بالا نیامد. او اولین تورنومنت ملی خود را یعنی لیگ ملت‌های اروپا در سال ۲۰۲۰ آغاز کرد که در بازی آخر برای صعود به مرحله نیمه نهایی با نتیجه ۶–۰ مقلوب اسپانیا شدند.

## سانبری
لروی سانه به همراه سرژ گنابری توانستند زوج جوان و قدرتمندی را در تیم ملی فوتبال آلمان و بایرن مونیخ تشکیل دهند و آن‌ها دقیقاً شماره‌های ۱۰ و ۷ را به تن می‌کنند که پیش از آنها دو زوج معروف آرین روبن و فرانک ریبری که به روبری معروف بودند، به تن می‌کردند.

## افتخارات

### منچستر سیتی
- لیگ برتر انگلیس: ۲۰۱۷–۲۰۱۸، ۲۰۱۸–۲۰۱۹
- جام حذفی فوتبال انگلیس: ۲۰۱۸–۲۰۱۹
- جام اتحادیه انگلیس: ۲۰۱۷–۲۰۱۸، ۲۰۱۸–۲۰۱۹
- جام خیریه انگلیس: ۲۰۱۸، ۲۰۱۹

### بایرن مونیخ
- سوپرجام اروپا: ۲۰۲۰
- جام باشگاه‌های جهان: ۲۰۲۰
- بوندس‌لیگا آلمان: ۲۰۲۰–۲۰۲۱، ۲۰۲۱-۲۲، ۲۰۲۲-۲۳، ۲۰۲۴-۲۵
- سوپر جام فوتبال آلمان: ۲۰۲۰، ۲۰۲۱، ۲۰۲۲